# Kasuri Iwa
Kasuri Iwa är en kulle i Antarktis. Den ligger i Östantarktis. Norge gör anspråk på området. Toppen på Kasuri Iwa är 1 820 meter över havet.
Terrängen runt Kasuri Iwa är platt åt sydost, men åt nordväst är den kuperad. Trakten är obefolkad. Det finns inga samhällen i närheten. 